# Naissance en 1272
Naissance
- 1268
- 1269
- 1270
- 1271
- 1272
- 1273
- 1274
- 1275
- 1276

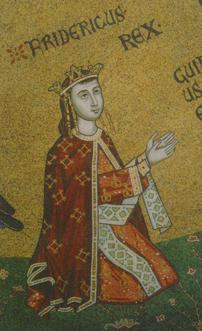
Frédéric II de Sicile, né en 1272.

Cette page dresse une liste de personnalités nées au cours de l'année 1272 :
- janvier ou février : Gilles Le Muisit, moine bénédictin, abbé de l'abbaye Saint-Martin, chroniqueur et poète français.
- avril : Jeanne d'Angleterre, princesse anglaise, fille du roi d'Angleterre Édouard Ier d'Angleterre et la reine Éléonore de Castille.
- 10 mai : Bernardo Tolomei, moine italien, fondateur de la Congrégation de la Très Sainte Vierge du Mont-Olivet connue sous le nom de Ordre du Mont-Olivet.
- 13 décembre : Frédéric II de Sicile, roi de Sicile.

- Hōjō Hisatoki, membre du clan Hōjō, est le neuvième kitakata rokuhara Tandai (sécurité intérieure principale  de Kyoto).
- Hōjō Sadafusa,  membre du clan Hōjō, est le neuvième minamikata rokuhara Tandai (sécurité intérieure de Kyoto).
- Louis Ier de Nevers, ou Louis de Dampierre , comte de Nevers de 1280 à 1322, comte de Rethel.
- Mạc Đĩnh Chi, mandarin confucéen, poète et lettré et dut remplir les fonctions de ministre et d'ambassadeur auprès de la dynastie des Yuan.
- Erik Valdemarsson, prince suédois, fils du roi Valdemar Ier de Suède et de la reine Sofia.

date incertaine (vers 1272)
- Amaury II de Chypre, seigneur de Tyr, gouverneur et régent de Chypre.
- Guy de Beauchamp, baron anglais, comte de Warwick.

## Crédit d'auteurs
- Cet article est partiellement ou en totalité issu de l'article intitulé « 1272 » (voir la liste des auteurs).